# August Bebel
August Ferdinand Bebel (født 22. februar 1840 i Deutz nær Köln, død 18. marts 1913) var en tysk socialdemokratisk politiker og en af grundlæggerne af SPD.
Bebel grundlagde Sächsische Volkspartei i 1867 sammen med Wilhelm Liebknecht. I 1869 deltog han i grundlæggelsen af SDAP, Sozialdemokratische Arbeiterpartei. Partiet gik sammen med ADAV, Allgemeiner Deutscher Arbeiterverein, i 1875 og blev til SADP, Sozialistische Arbeiterpartei Deutschlands, som tog det nuværende navn Sozialdemokratische Partei Deutschlands i 1890.
I 1872 blev Bebel dømt i en politisk retssag, den såkaldte Leipziger Hochverratsprozess, og idømt  to års fæstningsarrest (ærefuld arrest), som han tilbragte på Burg Königstein. Bebel blev senere SPD's første formand og medlem af den tyske Rigsdag.
Efter at have boet i Berlin-Schöneberg i mange år, hvor en platte er sat op ved Hauptstraße 97, døde han 18. marts 1913, mens han besøgte en kuranstalt i Schweiz. Han blev begravet i Zürich.